# إميل بيليتييه
إميل بيليتييه هو موظف مدني وسياسي فرنسي، ولد في 11 فبراير 1898 في سانت بريوك في فرنسا، وتوفي في 15 ديسمبر 1975 في تولوز في فرنسا. نشط حزبياً في مستقل. وقد انتخب وزير الدولة لموناكو ‏ (12 فبراير 1959 – 23 يناير 1962) وانتخب وزير الداخلية ‏ (1 يونيو 1958 – 8 يناير 1959).

## وصلات خارجية
- إميل بيليتييه على موقع مونزينجر (الألمانية)